# Емельянов, Иван Яковлевич
Ива́н Я́ковлевич Емелья́нов (1913—1991) — специалист в области ядерной энергетики. Член-корреспондент АН СССР (1974).

## Биография
После окончания Московского электротехнического института инженеров связи (1940) работал старшим инженером на заводе № 230 Министерства авиационной промышленности СССР.
Участник Великой Отечественной войны 1941—1945. Член КПСС с 1949.
С 1946 года работал в ОКБ-12 МАП, руководил разработкой перспективных проблем ядерной энергетики в научно-исследовательском институте.
С 1954 года в НИИ-8 — будущем НИКИЭТ, заместитель директора по научной работе, с 1965 года — первый заместитель директора.
В 1986 году снят с должности зам. директора из-за катастрофы на ЧАЭС как главный разработчик СУЗ на РБМК.
Похоронен на Ваганьковском кладбище.

## Сочинения
- Спектры быстрых нейтронов за материалами и композициями защиты ядерных реакторов. — М., 1970 (совместно с др.)
- Основы проектирования механизмов управления ядерных реакторов. — М., 1978 (совместно с др.).

## Награды и премии
- 2 ордена Ленина (…; 08.07.1983)
- орден Октябрьской Революции
- 2 ордена Отечественной войны 2-й степени (…; 11.03.1985)
- 2 ордена Трудового Красного Знамени (29.10.1949; …)
- Ленинская премия (1961)
- Сталинская премия второй степени (1949) — за разработку приборов дистанционного и автоматического управления заводом «А» комбината № 817
- Сталинская премия (1953) — за разработку приборов контроля и СУЗ.
- Государственная премия СССР (1976)